# Rondel (Landspitze)
Rondel ist eine kleine, felsige Landspitze westlich der Einfahrt zur Admiralty Bay an der Südküste von King George Island in den Südlichen Shetlandinseln. Sie liegt am nordöstlich des Telefon Point. 
Polnische Wissenschaftler benannten sie.